# Brian Naylor
Brian Naylor, britanski dirkač Formule 1, * 24. marec 1923, Salford, Anglija, Združeno kraljestvo, † 8. avgust 1989, Marbella, Španija.
Brian Naylor je pokojni britanski dirkač Formule 1. Debitiral je na dirki za Veliko nagrado Nemčije v sezoni 1957, kjer je zasedel trinajsto mesto. V sezoni 1958 je nastopil le na Veliki nagradi Nemčije, v sezoni 1959 pa na Veliki nagradi Velike Britanije, toda obakrat je odstopil. V naslednji sezoni 1960 je na štirih dirkah uvrstitev dosegel le na domači dirki za Veliko nagrado Velike Britanije, kjer je zasedel trinajsto mesto. Po odstopu na dirki za Veliko nagrado Italije v sezoni 1961 se je upokojil kot dirkač Formule 1. Umrl je leta 1989.

## Popolni rezultati Formule 1
(legenda) (odebeljene dirke pomenijo najboljši štartni položaj, poševne pa najhitrejši krog, †-uvrščen kljub odstopu)
| Leto | Moštvo     | Šasija        | Motor               | 1   | 2       | 3   | 4   | 5      | 6      | 7       | 8       | 9       | 10      | 11  | Prv | Toč |
| ---- | ---------- | ------------- | ------------------- | --- | ------- | --- | --- | ------ | ------ | ------- | ------- | ------- | ------- | --- | --- | --- |
| 1957 | J B Naylor | Cooper T43 F2 | Climax Straight-4   | ARG | MON     | 500 | FRA | VB     | NEM 13 | PES     | ITA     |         |         |     | -   | 0   |
| 1958 | J B Naylor | Cooper T45 F2 | Climax Straight-4   | ARG | MON     | NIZ | 500 | BEL    | FRA    | VB      | NEM Ret | POR     | ITA     | MAR | -   | 0   |
| 1959 | J B Naylor | JBW           | Maserati Straight-4 | MON | 500     | NIZ | FRA | VB Ret | NEM    | POR     | ITA     | ZDA     |         |     | -   | 0   |
| 1960 | J B Naylor | JBW           | Maserati Straight-4 | ARG | MON DNQ | 500 | NIZ | BEL    | FRA    | VB 13   | POR     | ITA Ret | ZDA Ret |     | -   | 0   |
| 1961 | J B Naylor | JBW           | Climax Straight-4   | MON | NIZ     | BEL | FRA | VB     | NEM    | ITA Ret | ZDA     |         |         |     | -   | 0   |